# クリューセース

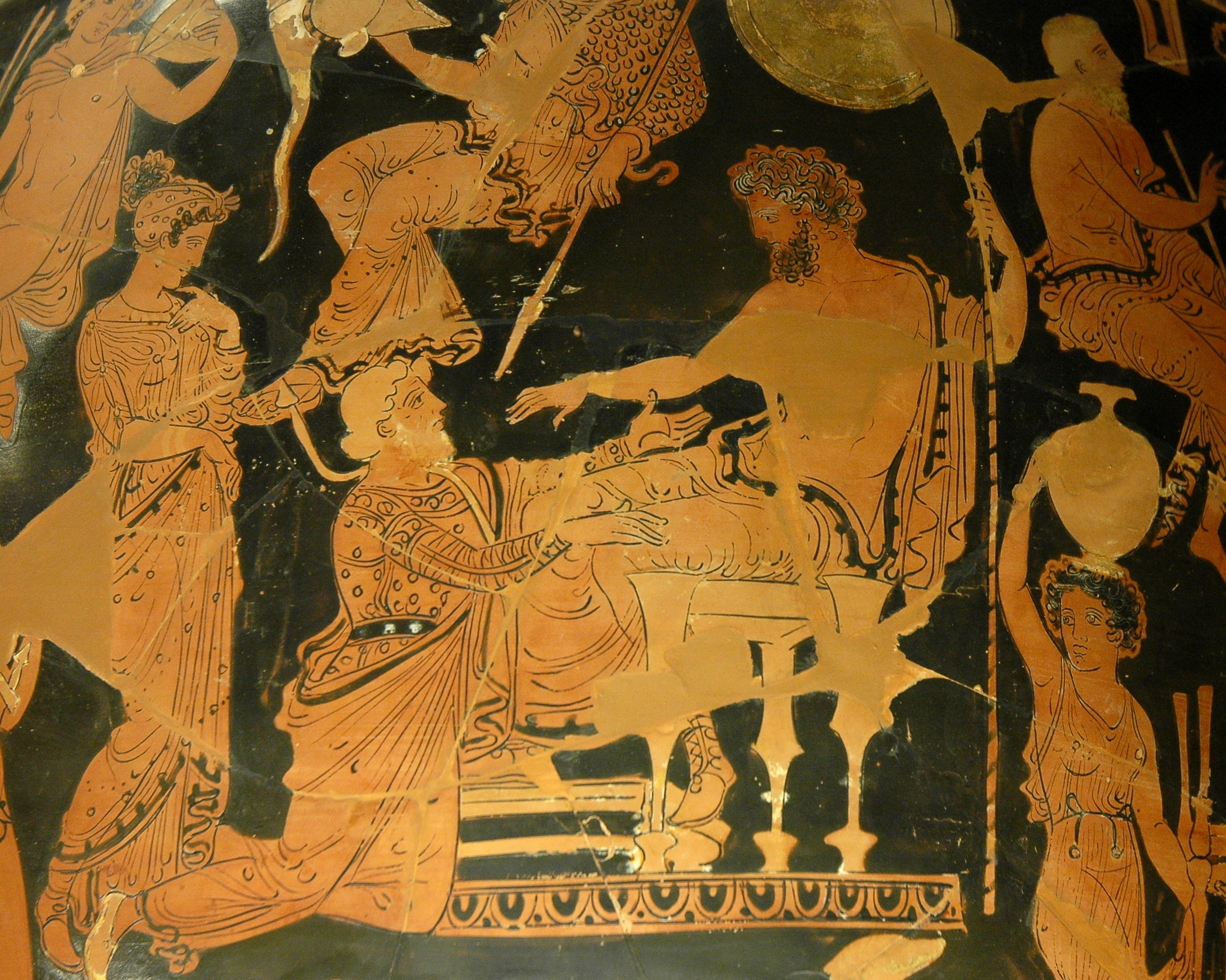
アガメムノーンに娘クリューセーイスの返還を求めるクリューセース。前360年から前350年頃のプーリア赤絵式渦巻型クラテール。ターラント出土。ルーヴル美術館所蔵。

クリューセース（古希: Χρύσης, Chrȳsēs）は、ギリシア神話の人物である。長母音を省略してクリュセスとも表記される。主に、
- アポローンの神官
- クリューセーイスの子
- ミーノースの子
- ミニュアースの父

が知られている。以下に順に説明する。

## アポローンの神官
このクリューセースは、クリューセー市のアポローンの神官で、娘クリューセーイスの父。
トロイア戦争の際、娘がギリシア軍の捕虜となったため、クリューセースは身代金を持ってギリシアの陣地を訪れ、娘の解放を乞ったが、クリューセーイスを手放したがらないアガメムノーンは彼を乱暴に追い返した。このためクリューセースはアポローンに祈りを捧げ、ギリシア軍に報復することを願うと、アポローンは怒ってギリシア軍に対し9日間死の矢を降らせ、多くのギリシア兵が疫病で死んだ。アガメムノーンはしぶしぶクリューセーイスを返すことに同意したが、代わりにアキレウスの捕虜ブリーセーイスを奪ったため、怒ったアキレウスは戦場に出ることを拒否した。オデュッセウスが船で娘を返しに来ると、クリューセースはアポローンに犠牲を捧げ、怒りを解くことを願ったので、ギリシア軍は疫病から解放された。

## クリューセーイスの子
このクリューセースは、クリューセーイスとアガメムノーンの子。上記のクリューセースの孫にあたる。
ギリシア軍の捕虜になっていたクリューセーイスは解放されて父のもとに返されたとき、すでにアガメムノーンの子を身ごもっており、生まれるとアポローンの子として育てた。後にタウリスのトアース王のもとからオレステースとイーピゲネイアが逃げてきたとき、クリューセースは自分が彼らと同じアガメムノーンの子であると母から教えられ、オレステースと協力してトアースを殺し、タウリスからアルテミス神像を持ち出し、ミュケーナイに帰ったという。

## ミーノースの子
このクリューセースは、クレーテー島の王ミーノースとニュムペーのパレイアとの子で、エウリュメドーン、ネーパリオーン、ピロラーオスと兄弟。パロス島の住人で、ヘーラクレースがパロス島に立ち寄ったときにヘーラクレースの仲間を殺したため、兄弟とともに殺された。

## ミニュアースの父
このクリューセースは、シーシュポスの子ハルモスの娘クリューソゴネイアと海神ポセイドーンの子で、ミニュアースの父。プレギュアースの後を継いでオルコメノスの王になった。